# Escos
Escos település Franciaországban, Pyrénées-Atlantiques megyében. Lakosainak száma 237 fő (2022. január 1.). Escos Abitain, Auterrive, Castagnède, Labastide-Villefranche és Oraàs községekkel határos.

## Népesség
A település népességének változása:
| Lakosok száma | 247  | 237  | 243  | 236  | 237  | 237  | 237  | 237  | 237  |
|               | 2013 | 2015 | 2016 | 2017 | 2018 | 2019 | 2020 | 2021 | 2022 |